# Luis Horcajada
Luis Horcajada (Madrid, 12 de enero de 2001) es un balonmanista español, formado en la cantera del Club Atlético Balonmano Concepción del barrio madrileño de La Concepción, que actualmente juega en el PROIN Triana, tras jugar en División de Honor Plata varias temporadas con el Club Balonmano Zamora.

## Trayectoria
Formado hasta el primer año de juvenil en el CAB Concepción, pasando en la temporada 2018/19 al BM SAFA todavía en categoría juvenil dónde clasificó en el 5° puesto del campeonato de España de clubes. Es componente de la selección madrileña de balonmano desde la categoría infantil, con la cual logró la medalla de bronce del CESA 18/19.
En la temporada 2019/20 pasó a las filas del CB Zamora, donde ha disputado 4 temporadas en División de Honor Plata, hasta que en el año 2023 se sumó a proyecto del PROIN Triana con el objetivo del ascenso.

## Historial de Temporadas
| Temporada | Liga                              | Equipo          | Fase          | Goles | Partidos | Media |
| --------- | --------------------------------- | --------------- | ------------- | ----- | -------- | ----- |
| 2019/2020 | División de Honor Plata           | CB Zamora       | -             | 31    | 21       | 1,48  |
| 2020/2021 | División de Honor Plata - Grupo B | CB Zamora       | 1ª Fase       | 25    | 18       | 1,39  |
| 2020/2021 | División de Honor Plata - Grupo B | CB Zamora       | Fase Descenso | 30    | 10       | 3     |
| 2021/2022 | División de Honor Plata - Grupo A | CB Zamora       | 1ª Fase       | 35    | 15       | 2,33  |
| 2021/2022 | División de Honor Plata - Grupo A | CB Zamora       | Fase Descenso | 22    | 10       | 2,2   |
| 2022/2023 | División de Honor Plata - Grupo A | CB Zamora       | 1ª Fase       | 31    | 16       | 1,94  |
| 2022/2023 | División de Honor Plata - Grupo A | CB Zamora       | Fase Descenso | 13    | 10       | 1,3   |
| 2023/2024 | 1ª División Gr.F                  | CB PROIN Triana | 1ª Fase       | 108   | 29       | 3,72  |
| 2023/2024 | 1ª División Gr.F                  | CB PROIN Triana | Fase Ascenso  | 15    | 3        | 5     |

- Actualizado a final de temporada 2023/24

- Fuente:RFEBM